# Žatecký kraj

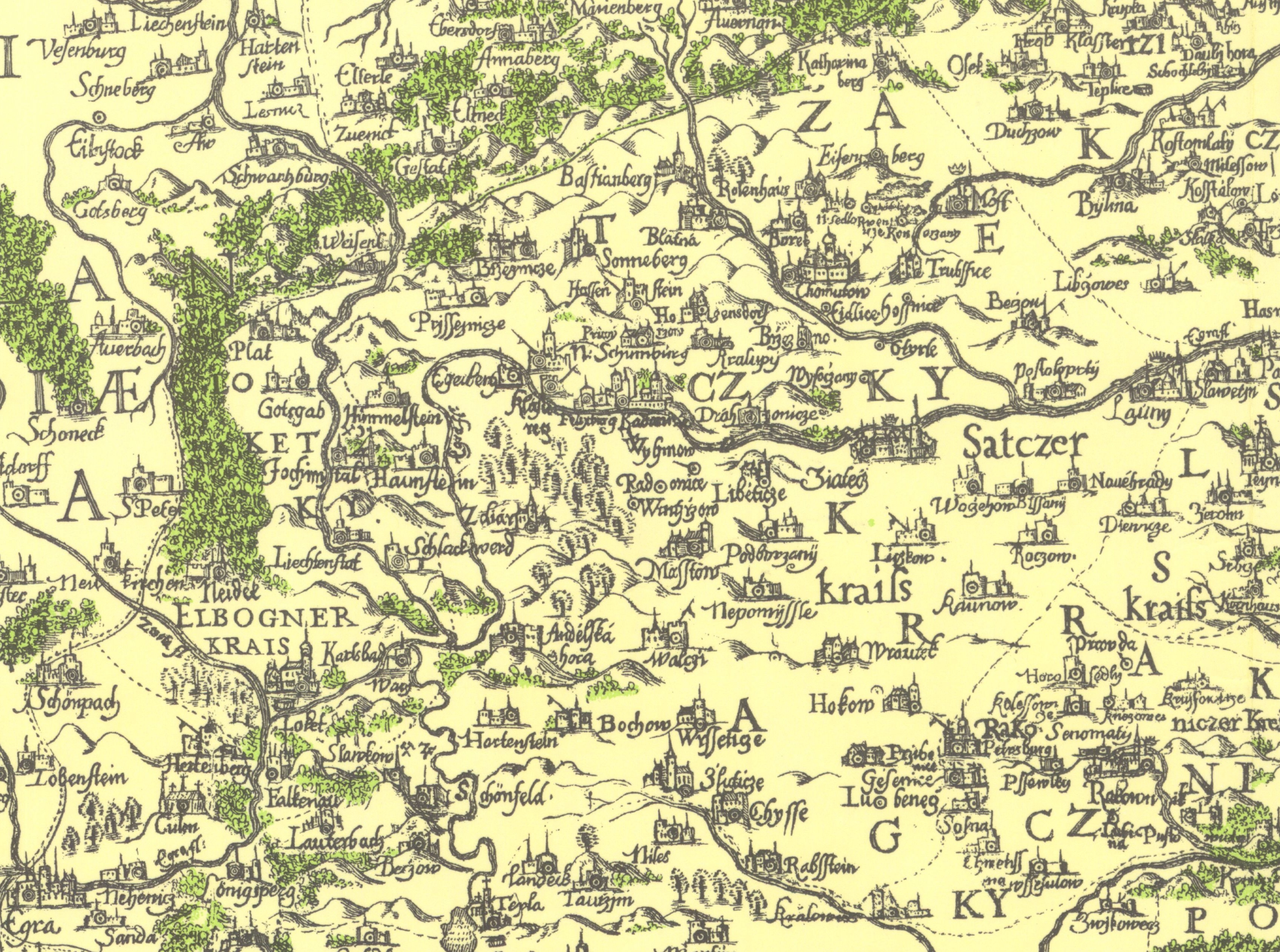
Nejstarší vyobrazení Žateckého kraje na Aretinově mapě roku 1619

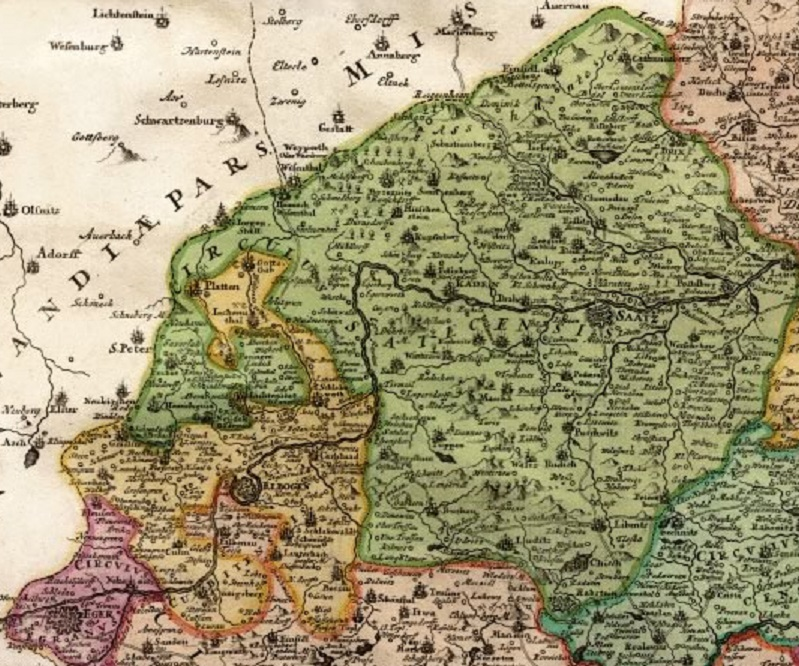
Žatecký kraj na Vogtově mapě (1712)

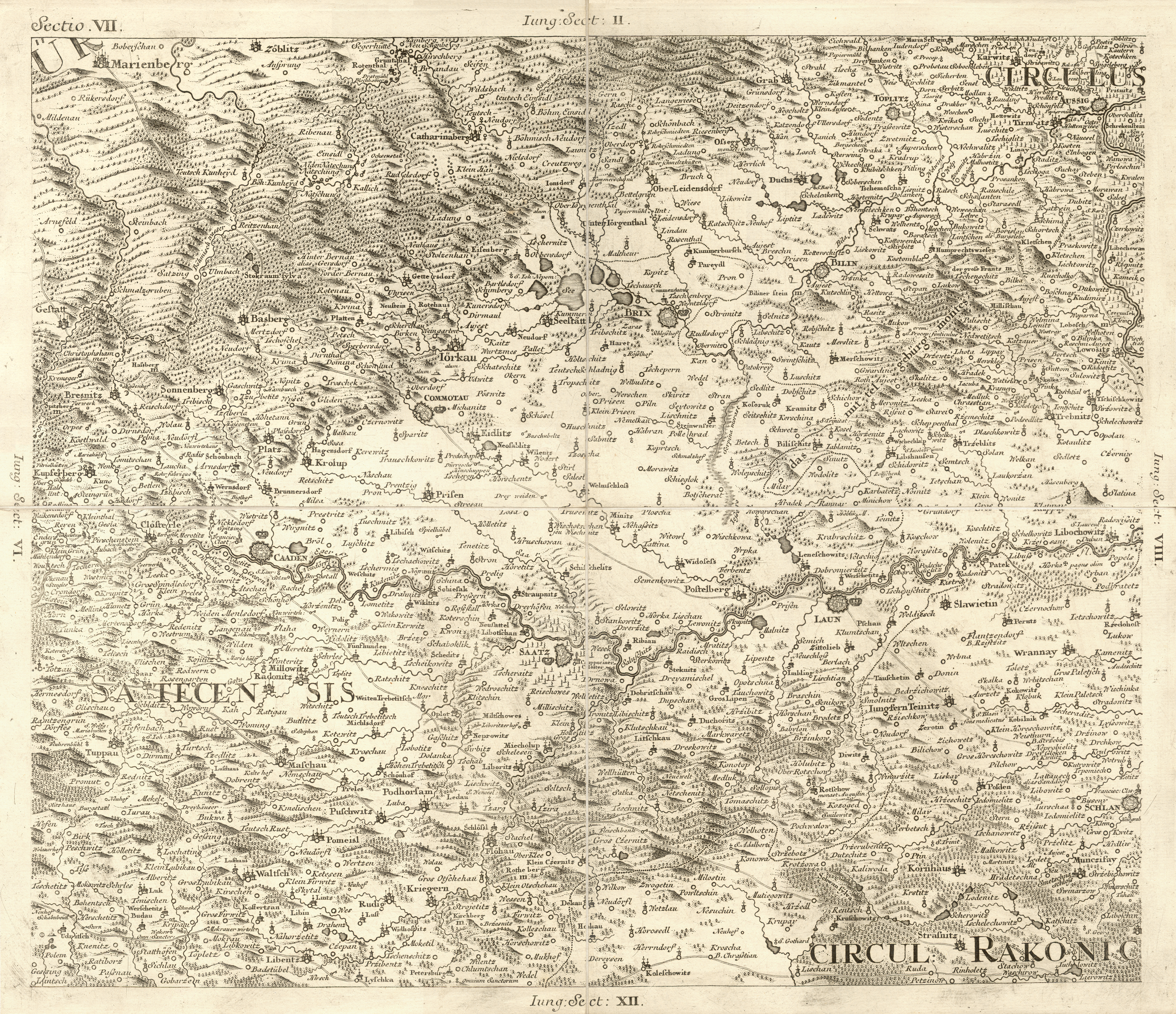
Severovýchod Žateckého kraje na Mullerově mapě z roku 1720

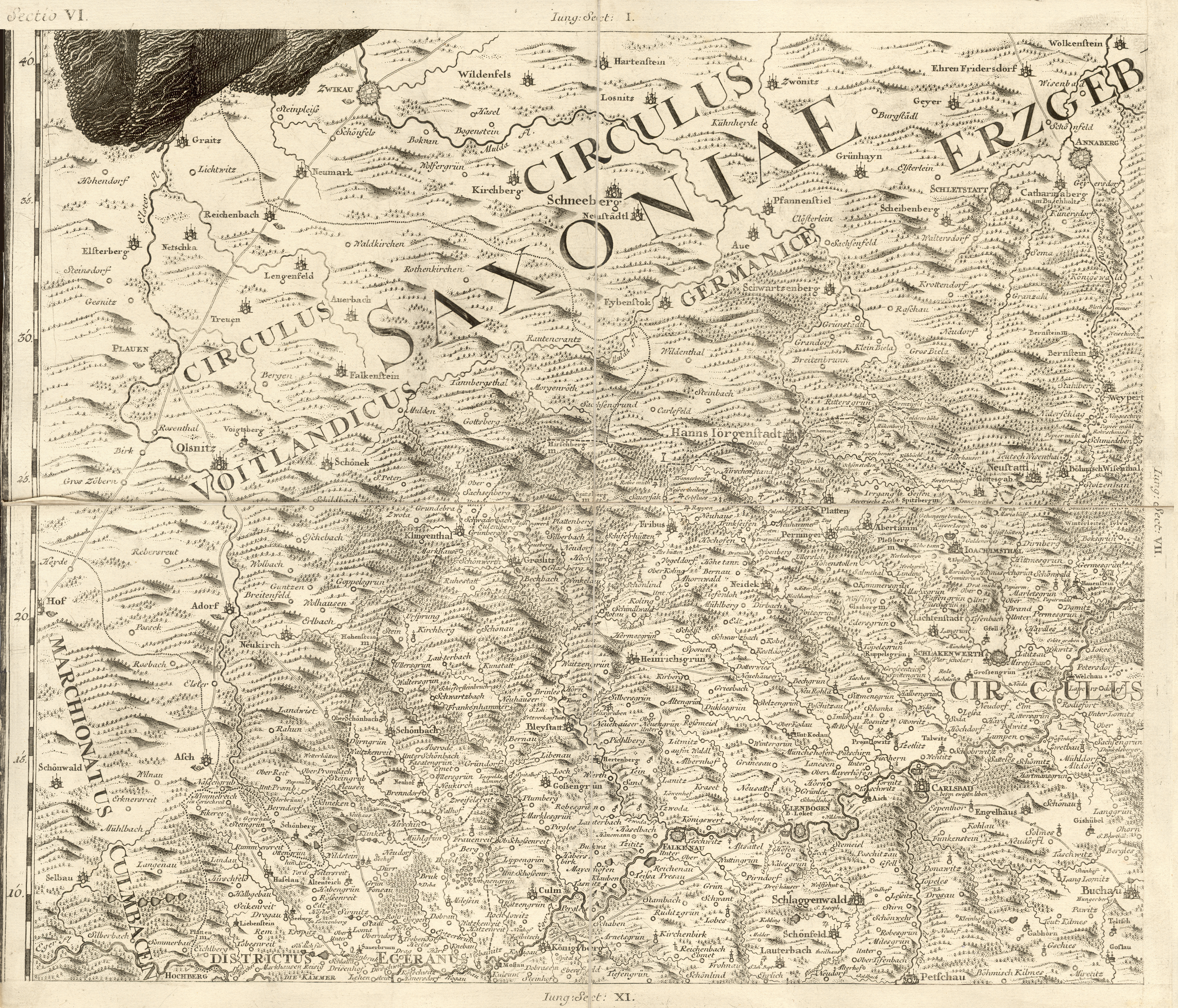
Severozápad Žateckého kraje na Mullerově mapě z roku 1720

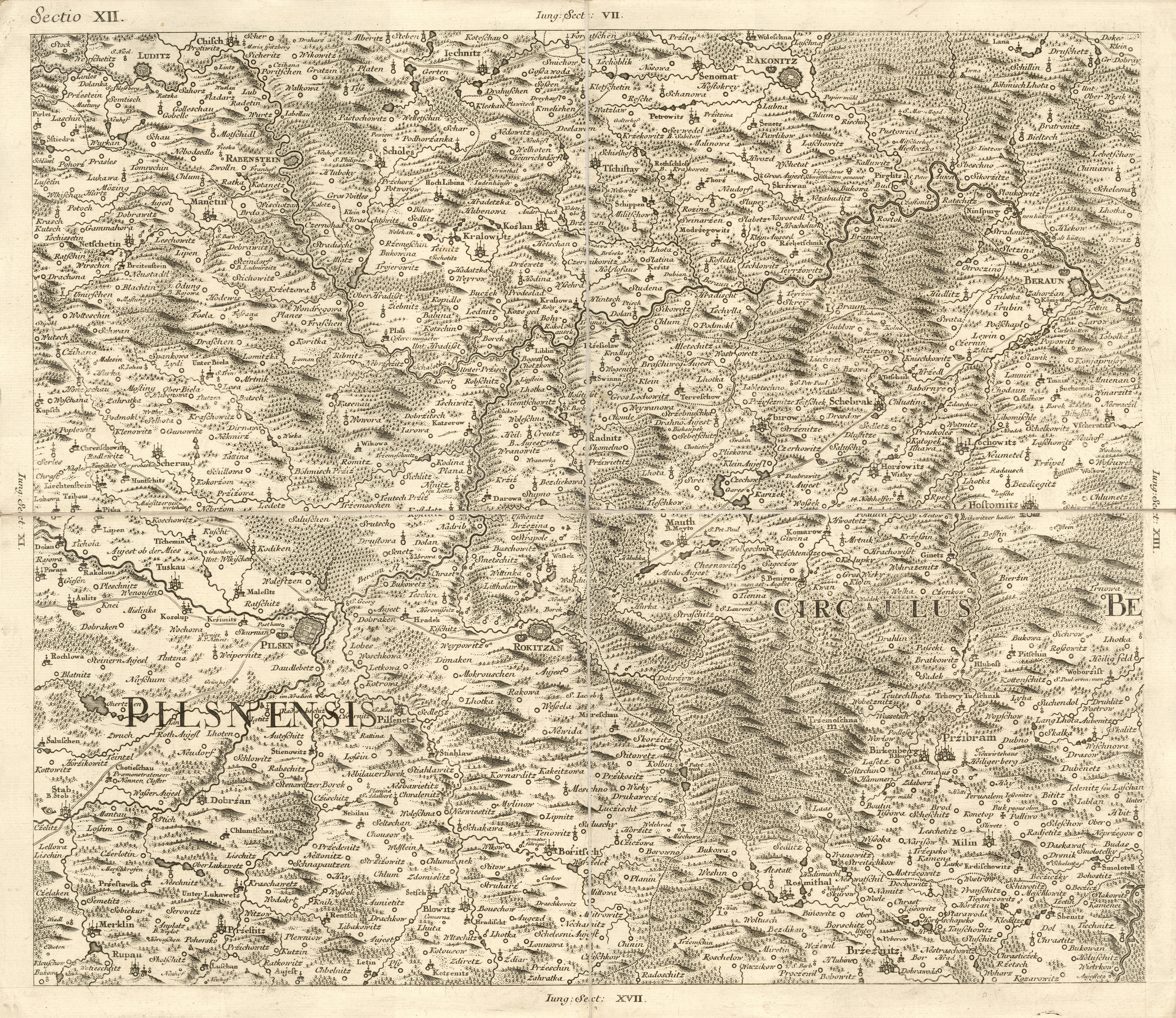
Jihovýchod Žateckého kraje na Mullerově mapě z roku 1720

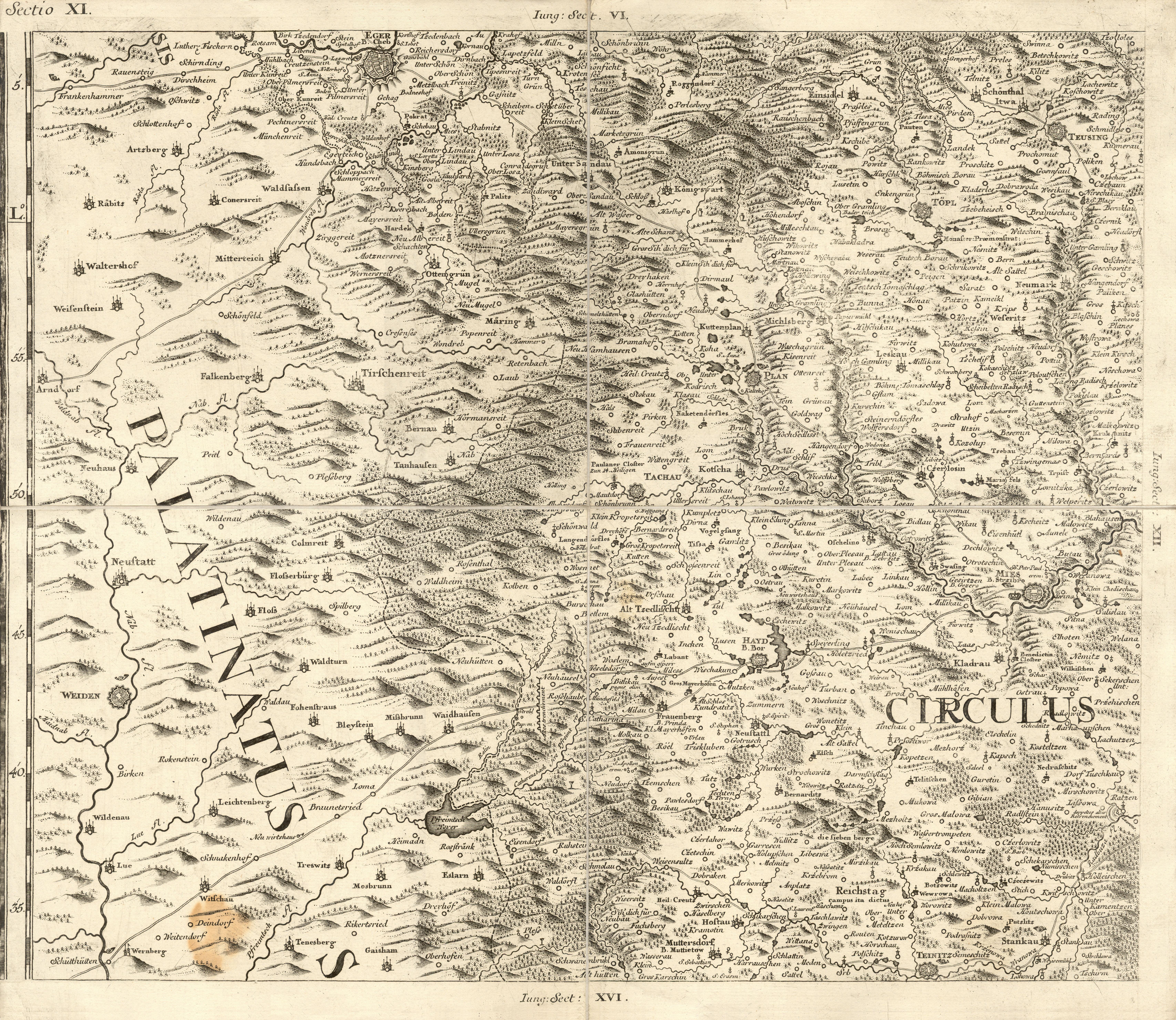
Jihozápad Žateckého kraje na Mullerově mapě z roku 1720

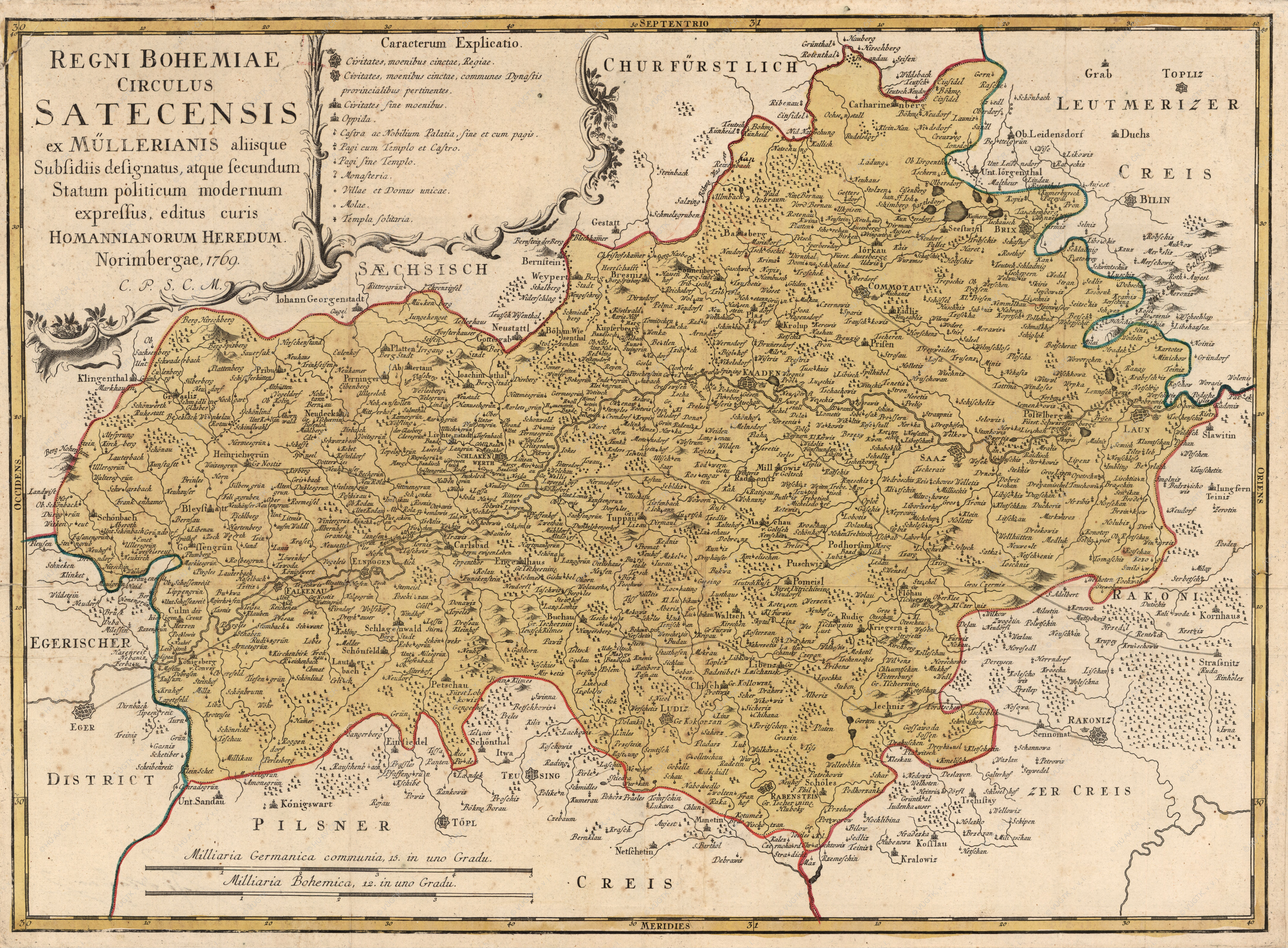
Německá mapa kraje Saaz z roku 1769

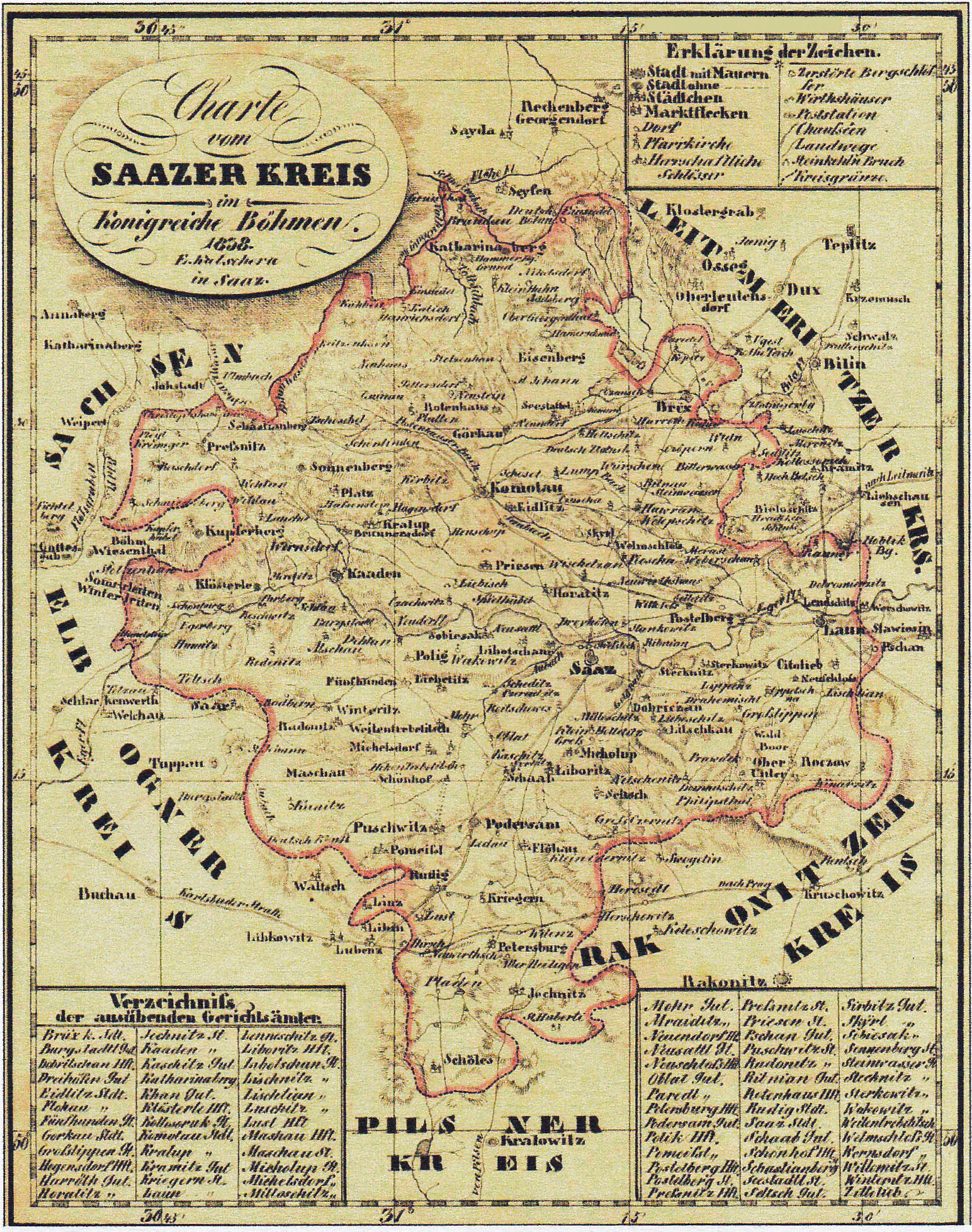
Německá mapa kraje Saaz z roku 1838

Žatecký kraj nebo jen Žatecko je jedním z historických krajů země České. Nacházel se na severozápadě země, jeho území se přibližně kryje se západní částí dnešního Ústeckého kraje (Chomutovsko, Lounsko, Mostecko) a zasahuje i na Karlovarsko, Rakovnicko a okres Plzeň-sever. V některých dobách k němu patřilo také Loketsko a Chebsko, tedy téměř celé povodí Ohře.
Počátky jeho existence spadají do 2. poloviny 13. století, kdy Přemysl Otakar II. původní hradské zřízení nahradil krajským zřízením. Raně středověké přemyslovské správní hradiště se nalézalo na žateckém hradu, Žatecký kraj se pak nazýval podle královského krajského města Žatec, které bylo jeho správním centrem od nepaměti.

## Historie
Kraj se proslavil pěstováním chmele a pivovarnictvím. Významná byla i těžba kovů v Krušných horách a později též hnědého uhlí v podkrušnohorské pánvi. Důležitou úlohu kraj sehrál v době husitské revoluce. V době silného vlivu chiliasmu dokonce dvě z pěti "měst Slunce" (Žatec a Louny) byla v tomto kraji. Tato města v nastávajícím konci světa uniknou zkáze. V Žatci působili významní husitští kněží Petr Němec a Petr Špička. V roce 1421 město ustálo útok druhé křížové výpravy do Čech. Města Žatec, Slaný a Louny vytvořily žatecko-lounský svaz, v jehož čele stál Jakoubek z Vřesovic.
Při solním sčítání v roce 1702 bylo zjištěno v Žateckém kraji 83 016 křesťanů a 561 židů, dohromady 83 577 obyvatel nad 10 let. Při reformě v roce 1714 bylo k Žateckému kraji připojeno Loketsko a Chebsko, ale reskriptem Marie Terezie z 23. ledna 1751 byl Žatecký kraj rozdělen na podíl žatecký a loketský, čímž se Loketský kraj znovu osamostatnil.
Kraj vydržel v původním uspořádání až do roku 1849, kdy bylo císařským nařízením č. 268/1849 o nové organizaci soudní, č. 255/1849 o nové organizaci správy a prozatímním zákonem obecním č. 170 ze 17. března 1849 nahrazen správou státní (zeměpanskou). Kraj byl obnoven v pozměněných hranicích roku 1855 a vydržel až do 23. října 1862, kdy bylo krajské zřízení zrušeno. Po zrušení se země členily již jen na okresy. Nadále však zůstala zachována krajská organizace u soudů, krajský soud však sídlil až do roku 1949 v Mostě.
Návrh československého župního zřízení z roku 1920 rozděloval území někdejšího kraje mezi župu Lounskou (většina) a Karlovarskou, nebyl však realizován. Reformou roku 1949 připadla naprostá většina území Ústeckému kraji a roku 1960 kraji Severočeskému. Od roku 2000 jde opět o Ústecký kraj.

## Významní hejtmané
- okolo roku 1432 Beneš z Kolovrat[2]
- okolo roku 1533 Jan Dlažimský z Vřesovic [3]
- 1621 Vilém mladší Popel z Lobkowicz
- 1625 Štěpán Jiří ze Šternberka
- 1625 Heřman Černín z Chudenic
- 1625 Jiří Vilém Michna z Vacínova
- 1631–1632 Heřman Černín z Chudenic
- 1634–1637 Jiří Vchynský z Vchynic a Tetova
- 1637 Jan Hartvík z Nostic
- 1643–1647 Ferdinand Libštejnský z Kolowrat
- 1647–1649 Kryštof Jaroslav Krakowský z Kolowrat
- 1650–1653 Jan Adam Hrzán z Harasova
- 1654–1656 Jan Šebestián z Pötingu
- 1656–1657 Jaroslav Maxmilián Zajíc z Hazmburka
- 1657–1658 Jan Adam Hrzán z Harasova
- 1659–1660 Jaroslav Maxmilián Zajíc z Hazmburka
- 1660–1661 Michael Osvald Thun-Hohenstein
- 1661–1664 Jan Adam Hrzán z Harasova
- 1665–1667 Jan Ferdinand Verdugo[4][5]
- 1694–1699 Antonín Jan Libštejnský z Kolovrat
- 1738–1742 Ferdinand Jakub Kokořovec z Kokořova

## Sídla v kraji roku 1654
Místa v kraji Žateckém v roce 1654, označená v berní rule tohoto kraje jako města a městečka.

### Města
| Jméno města | stav                                                                    | obyvatel roku 1651 | počet budov roku 1830 | obyvatelstvo přítomné roku 1830 | obyvatelstvo domácí roku 1830 |
| ----------- | ----------------------------------------------------------------------- | ------------------ | --------------------- | ------------------------------- | ----------------------------- |
| Žatec       | královské krajské město                                                 | 2019               | 618                   | 4907                            | 4922                          |
| Chomutov    | královské, ochranné město, pod ochranou kralovske komory J. M. Císařské | 1598               | 547                   | 3725                            | 3573                          |
| Kadaň       | královské město                                                         |                    | 504                   | 3129                            | 3222                          |
| Most        | královské město                                                         | 1057               | 437                   | 2912                            | 2749                          |
| Louny       | královské město                                                         | 959                | 307                   | 2096                            | 2112                          |
| Žlutice     | poddanské, panské město, panství Žlutice                                | 901                | 242                   | 1391                            | 1395                          |
| Jirkov      | poddanské, panské město, panství Červený Hrádek                         | 717                | 253                   | 1548                            | 1559                          |
| Přísečnice  | horní, ochranné město J. M. Císařské, panství Přísečnice                | 746 (roku 1702)    | 414                   | 2683                            | 2677                          |

### Městečka
| Jméno městečka          | stav                                                        | počet budov roku 1830 | obyvatelstvo přítomné roku 1830 | obyvatelstvo domácí roku 1830 |
| ----------------------- | ----------------------------------------------------------- | --------------------- | ------------------------------- | ----------------------------- |
| Vejprty                 | horní, ochranné městečko J. M. Císařské, panství Přísečnice | 402                   | 2914                            | 2972                          |
| Nejdek                  | poddanské, panské městečko, panství Nejdek                  | 305                   | 1964                            | 1964                          |
| Jindřichovice           | poddanské, panské městečko, panství Jindřichovice           | 262                   | 1525                            | 1559                          |
| Pernink                 | poddanské, panské městečko, panství Ostrov                  | 203                   | 1523                            | 1533                          |
| Chyše                   | poddanské, panské městečko, panství Chyše                   | 224                   | 1442                            | 1461                          |
| Doupov                  | poddanské, panské městečko, panství Doupov                  | 250                   | 1343                            | 1324                          |
| Hora Svatého Šebestiána | horní, ochranné městečko J. M. Císařské, panství Přísečnice | 186                   | 1294                            | 1292                          |
| Výsluní                 | horní, ochranné městečko J. M. Císařské, panství Přísečnice | 193                   | 1248                            | 1275                          |
| Bochov                  | poddanské, panské městečko, panství Vroutek                 | 243                   | 1235                            | 1262                          |
| Hora Svaté Kateřiny     | poddanské, panské městečko, panství Červený Hrádek          | 234                   | 1238                            | 1246                          |
| Přebuz                  | poddanské, panské městečko, panství Jindřichovice           | 177                   | 1196                            | 1207                          |
| Postoloprty             | poddanské, panské městečko, panství Postoloprty             | 153                   | 1195                            | 1190                          |
| Klášterec nad Ohří      | poddanské, panské městečko, panství Klášterec nad Ohří      | 177                   | 1022                            | 1034                          |
| Vroutek                 | poddanské, panské městečko, panství Vroutek                 | 198                   | 891                             | 899                           |
| Podbořany               | poddanské, panské městečko, panství Podbořany               | 147                   | 836                             | 821                           |
| Kryry                   | poddanské, panské městečko, panství Nepomyšl                | 148                   | 816                             | 838                           |
| Mašťov                  | poddanské, panské městečko, panství Mašťov                  | 158                   | 809                             | 831                           |
| Valeč                   | poddanské, panské městečko, panství Valeč                   | 136                   | 809                             | 822                           |
| Buškovice               | poddanské, panské městečko, panství Vroutek                 | 148                   | 763                             | 775                           |
| Loučná pod Klínovcem    |                                                             | 91                    | 741                             | 746                           |
| Jesenice                | poddanské, panské městečko, panství Petrohrad               | 147                   | 727                             | 741                           |
| Měděnec                 | poddanské, panské městečko, panství Horní Hrad              | 115                   | 703                             | 710                           |
| Kralupy                 | poddanské, panské městečko, panství Ahníkov                 | 142                   | 673                             | 684                           |
| Andělská Hora           | poddanské, panské městečko, panství Vroutek                 | 118                   | 640                             | 654                           |
| Vilémov                 | poddanské, panské městečko, panství Vilémov                 | 124                   | 651                             | 590                           |
| Ervěnice                | poddanské, panské městečko, panství Nové Sedlo              | 145                   | 649                             | 665                           |
| Blšany                  | poddanské, panské městečko, statek Blšany                   | 114                   | 633                             | 689                           |
| Údlice                  | poddanské, panské městečko, panství Červený Hrádek          | 139                   | 602                             | 607                           |
| Březno                  | poddanské, panské městečko, panství Březno                  | 135                   | 588                             | 611                           |
| Žihle                   | poddanské, panské městečko, panství Petrohrad               | 95                    | 582                             | 593                           |
| Lubenec                 | poddanské, panské městečko, panství Libkovice a Ležky       | 99                    | 575                             | 590                           |
| Radonice                | poddanské, panské městečko, panství Vintířov                | 136                   | 521                             | 535                           |
| Rabštejn nad Střelou    | poddanské, panské městečko, panství Rabštej nad Střelou     | 81                    | 452                             | 459                           |
| Místo                   | poddanské, panské městečko, panství Prunéřov                | 59                    | 347                             | 356                           |
| Horní Ročov             | poddanské, panské městečko, panství Solopysky               |                       |                                 |                               |